# 14004 Chikama
14004 Chikama è un asteroide della fascia principale. Scoperto nel 1993, presenta un'orbita caratterizzata da un semiasse maggiore pari a 2,6144601 au e da un'eccentricità di 0,2430890, inclinata di 14,11087° rispetto all'eclittica.
L'asteroide è dedicato all'astronomo amatoriale giapponese Taketo Chikama.